# Tom Horn (film)
Pour plus de détails, voir Fiche technique et Distribution.
Tom Horn (Tom Horn …sa véritable histoire) est un film américain réalisé par William Wiard en 1980 inspiré de l'autobiographie de Tom Horn.

## Synopsis
Tom Horn, éclaireur et pisteur légendaire qui a aidé à capturer Geronimo, erre autour de la frontière qui disparaît rapidement.
L'histoire commence alors qu'il arrive dans une petite ville, provoque le boxeur Jim Corbett et se retrouve dans une écurie de louage, inconscient et amoché.
Le propriétaire de la compagnie de bovins, John Coble, trouve Horn dans l'écurie et lui offre l'hospitalité dans son ranch pour récupérer. Il lui propose également d'enquêter et de dissuader des voleurs de bétail qui volent l'association d'éleveurs à laquelle Coble appartient. Il lui promet que l'association soutiendra Horn dans sa manière de régler la justice. Horn accepte l'offre et reçoit l'approbation du marshal Joe Belle lors d'un pique-nique où il attire également l'attention de Glendolene, l'institutrice.
Se présentant comme un « détective rural », Horn fait face à des cowboys lors d'une vente aux enchères dont le bétail porte la marque de Coble. Après les avoir avertis, il entreprend une croisade solitaire pour tuer ou chasser quiconque dérobe le bétail des éleveurs.
Les méthodes de Horn sont brutales mais efficaces. Après une fusillade publique, les citadins locaux s'inquiètent de sa nature violente et l'opinion publique se retourne contre lui. Les gros propriétaires de bétail se rendent compte que pendant qu'il fait exactement ce pourquoi ils l'ont engagé, sa tactique finira par ternir leur image et leur causera des problèmes. Joe Belle, qui a des ambitions politiques, veut que Horn soit mis à l'écart pour les mêmes raisons. L’occasion est trouvée quand un jeune garçon qui garde des moutons est abattu par un fusil 45-60, le calibre que Tom Horn utilise.
Horn est lent à se rendre compte qu'il est en train d'être piégé. Fier et convaincu de son innocence, il refuse de quitter le comté ou d'éviter la ville. Glendolene et Coble essayent de l'avertir de faire attention, mais Horn ignore l'avertissement. Joe Belle amadoue Horn au saloon et de retour à son bureau un homme caché dans la pièce voisine retranscrit leur conversation. Horn n'admet pas le meurtre mais déclare que « Si j'ai tué ce garçon, ça aura été mon plus beau carton et je suis le dernier des chiens ». À partir de cette déclaration, Horn est fait prisonnier.
Peu habitué à ne pas pouvoir aller et venir comme il lui plaît dans ses collines bien-aimées, Horn semble perdu. Il s'échappe de prison et tente de fuir à pied. Il est tout de suite repris et condamné sur la base du témoignage du journaliste qui a faussé la conversation entre Belle et Horn en transformant ses paroles en « J'ai tué ce garçon. Ça aura été mon plus beau carton et je suis le dernier des chiens ».
Alors que son exécution approche, Horn accepte son destin et reste résolu dans les moments qui précèdent sa pendaison.

## Fiche technique
- Titre français : Tom Horn …sa véritable histoire ou Tom Horn, le hors-la-loi
- Titre original : Tom Horn
- Réalisation : William Wiard
- Scénario : Thomas McGuane & Bud Shrake
- Producteur : Fred Weintraub
- Musique : Ernest Gold
- Photo : John Alonzo
- Montage : George Grenville
- Pays de production : États-Unis
- Format : couleurs - panavision 2.35:1 - Mono - 35 mm
- Genre : Film biographique, Western, Film d'action, Film historique
- Durée : 98 minutes
- Dates de sortie :
  - États-Unis : 28 mars 1980
  - France : 23 avril 1980

## Distribution
- Steve McQueen (VF : Jacques Thébault) : Tom Horn
- Linda Evans (VF : Danielle Volle) : Glendolene Kimmel
- Richard Farnsworth (VF : Jean-Paul Moulinot) : John Coble
- Billy Green Bush (en) (VF : Jacques Richard) : Joe Belle
- Slim Pickens (VF : Raoul Delfosse) : Sam Creedmore
- Elisha Cook Jr. (VF : Georges Aubert) : le palefrenier
- Leo Hohler (VF : Henry Djanik) : le shérif suppléant de la vente aux enchères
- Chuck Hayward (VF : Claude Joseph) : Earl Proctor, l'adjoint du shérif Creedmore
- Larry Strawbridge (VF : Albert Augier) : MacGregor
- J.P.S. Brown (VF : Albert Médina) : le révérend Brown, l'aumônier
- Harry Northup : Thomas Burke

## Autour du film
- Ce film souffre de l'absence d'un véritable metteur en scène. Préparé par Don Siegel qui abandonne le projet, le tournage commence sous la direction du musicien-cinéaste James Guercio, qui sera congédié au bout de quelques jours. Steve McQueen décide alors d'assurer la mise en scène, mais face aux menaces des syndicats hollywoodiens, c'est un réalisateur de télévision William Wiard qui est appelé pour poursuivre le tournage.[réf. souhaitée]
- Le véritable calibre du fusil de Tom Horn était un .30-30 Winchester et pas un .45-60 Winchester comme il est dit dans le film.